# Liste von Einschienenbahnen
Die Liste von Einschienenbahnen bietet einen Überblick über existierende und ehemalige Einschienenbahnen.

## Bestehende Systeme
Orte alphabetisch, innerhalb eines Ortes chronologisch.

### Europa
| Stadt                             | Ort                                                                                    | Typ                | Spu- ren | Länge   | Halte- stellen | Antrieb                 | Eröff- nung | Hersteller               | Betreiber                   | Artikel                          | Bemerkung |
| --------------------------------- | -------------------------------------------------------------------------------------- | ------------------ | -------- | ------- | -------------- | ----------------------- | ----------- | ------------------------ | --------------------------- | -------------------------------- | --- |
| Deutschland                       |                                                                                        |                    |          |         |                |                         |             |                          |                             |                                  | |
| Cleebronn                         | Erlebnispark Tripsdrill                                                                | Sattel             | 1        | 0,4 km  | 1              | elektrisch              | 1983        | Metallbau Emmeln         | Erlebnispark Tripsdrill     | Wiegenhochbahn                   | |
| Cleebronn                         | Erlebnispark Tripsdrill                                                                | Sattel             | 1        | 0,3 km  | 1              | Pedale                  | 1988        | Metallbau Emmeln         | Erlebnispark Tripsdrill     | Schmetterlingsflug               | |
| Dortmund                          | Technologiezentrum Dortmund – Campus Nord – Eichlinghofen                              | Hängend (SIPEM)    | 1        | 3,2 km  | 5              | 400 V/50 Hz Dreh- strom | 1984-05-02  | Siemens                  | DSW21                       | H-Bahn                           | |
| Dresden                           | Loschwitz – Oberloschwitz                                                              | Hängend (Langen I) | 2        | 0,3 km  | 2              | 600 V Gleich- strom     | 1901-05-06  |                          | Dresdner Verkehrsbetriebe   | Schwebebahn Dresden              | |
| Düsseldorf                        | Flughafen Fernbahnhof – Terminal C                                                     | Hängend (SIPEM)    | 2        | 2,5 km  | 4              | 400 V/50 Hz Dreh- strom | 2002-07-01  | Siemens                  | Siemens                     | SkyTrain am Flughafen            | |
| Heroldsbach                       | Erlebnispark Schloss Thurn                                                             | Sattel             | 1        | 0,8 km  | 2              |                         | 1975?       |                          |                             | Schwebebahn                      | |
| Rust                              | Europa-Park                                                                            | Sattel             | 1        | 1,1 km  | 2              |                         | 1990        | Mack Rides               |                             | Europa-Park Monorail             | |
| Rust                              | Europa-Park                                                                            | Sattel             | 1        | 2,5 km  | 4              |                         | 1995        | AEG Von Roll             |                             | EP-Express                       | Modell Mk-2 |
| Rust                              | Europa-Park                                                                            | Hängend (Typ 1)    | 1        | 0,3 km  | 1              |                         | 2011        | ETF Ride Systems         |                             | Volo da Vinci                    | |
| Salzhemmendorf                    | Rasti-Land                                                                             | Sattel             | 1        | 0,3 km  | 1              |                         | 1978        | Mack Rides               |                             | Rasti-Land Panoramabahn          | |
| Soltau                            | Heide-Park                                                                             | Sattel             | 1        | 0,6 km  | 1              |                         | 1978        | Mack Rides               |                             | Heide-Park Panoramabahn          | |
| Soltau                            | Heide-Park                                                                             | Sattel             | 1        | 1,5 km  | 1              |                         | 1986        | Intamin                  |                             | Heide-Park Monorail              | vorher Grün 80 in Basel |
| Uetze                             | Erse-Park-Ringstrecke                                                                  | Sattel             | 1        | 0,5 km  | 1              |                         |             | Mack Rides               |                             | Hochbahn                         | |
| Uetze                             | Erse-Park-Ringstrecke                                                                  | Sattel             | 1        | 0,2 km  | 1              |                         |             |                          |                             | Schmetterlingbahn                | |
| Wuppertal                         | Vohwinkel Schwebebahn – Oberbarmen Bahnhof                                             | Hängend (Langen I) | 2        | 13,3 km | 20             | 750 V Gleich- strom     | 1901-03-01  |                          | WSW Wuppertaler Stadtwerke  | Wuppertaler Schwebebahn          | |
| Österreich                        |                                                                                        |                    |          |         |                |                         |             |                          |                             |                                  | |
| Straßwalchen                      | Fantasiana Erlebnispark                                                                | Sattel             | 1        | 0,2 km  | 1              |                         | 1996?       |                          |                             | Schneckenbahn                    | |
| Belgien                           |                                                                                        |                    |          |         |                |                         |             |                          |                             |                                  | |
| Lichtaart                         | Bobbejaanland (Freizeitpark)                                                           | Sattel             | 1        | 1,9 km  | 2              |                         | 1976        | Schwarzkopf GmbH         |                             |                                  | |
| Dänemark                          |                                                                                        |                    |          |         |                |                         |             |                          |                             |                                  | |
| Billund                           | Legoland Billund                                                                       | Sattel             | 1        | 0,4 km  | 1              |                         |             |                          |                             |                                  | |
| Holme-Olstrup                     | BonBon-Land (Freizeitpark)                                                             | Sattel             | 1        | 0,2 km  | 1              | Muskelkraft             |             |                          |                             | Mågeklatterne                    | |
| Finnland                          |                                                                                        |                    |          |         |                |                         |             |                          |                             |                                  | |
| Helsinki                          | Linnanmäki (Freizeitpark)                                                              | Sattel             | 1        | 0,5 km  | 1              |                         | 1979        | Gebrüder Ihle            |                             | Maisemajuna                      | |
| Frankreich                        |                                                                                        |                    |          |         |                |                         |             |                          |                             |                                  | |
| Rang-du-Fliers                    | Parc Bagatelle (Freizeitpark)                                                          | Sattel             | 1        | 0,5 km  | 1              |                         | 1983        | Soquet                   |                             | Le Monorail                      | |
| Kintzheim                         | Cigoland (Freizeitpark)                                                                | Sattel             | 1        | 1,0 km  | 1              |                         |             |                          |                             | Le Monorail la Cigogne           | |
| Dennebrœucq                       | Dennlys Parc (Freizeitpark)                                                            | Sattel             | 1        | 0,5 km  | 1              |                         | 1995        | Metallbau Emmeln         |                             | Mono Denno                       | |
| Saint-Pourçain-sur-Besbre         | Le PAL (Freizeitpark)                                                                  | Sattel             | 1        | 0,5 km  | 1              |                         |             | Soquet                   |                             | Voyage au-dessus du monde        | |
| Dolancourt                        | Nigloland (Freizeitpark)                                                               | Sattel             | 1        | 0,4 km  | 1              |                         | 1996        | Severn Lamb              |                             | Envol des Papillons              | Umbau 2024 |
| Hagondange                        | Walygator Parc (Freizeitpark)                                                          | Sattel             | 1        | 0,4 km  | 1              |                         | 1989        | Mack Rides               |                             | Far West Tour                    | |
| Großbritannien                    |                                                                                        |                    |          |         |                |                         |             |                          |                             |                                  | |
| Alton (Staffordshire)             | Alton Towers                                                                           | Sattel             | 2        | 2,8 km  | 2              |                         | 1987-08-13  | Von Roll                 |                             |                                  | Modell Mk-2; fuhr vorher auf der Expo 86 in Kanada                                                                                        |
| Kirby Misperton (North Yorkshire) | Flamingo Land                                                                          | Sattel             | 1        | 0,4 km  | 1              |                         | 1984        | Big Country Motioneering |                             | Zoo Monorail                     | Ringstrecke |
| Kirby Misperton (North Yorkshire) | Flamingo Land                                                                          | Sattel             | 1        | 0,4 km  | 2              |                         | 1990        | Severn Lamb              |                             | People Mover                     | Shuttle vom Parkplatz |
| Beaulieu (Hampshire)              | National Motor Museum                                                                  | Sattel             | 1        | 1,6 km  | 2              | 100 V Gleich- strom     | 1974-07-29  |                          |                             | National Motor Museum Monorail   | vorher Butlins Holiday Camp |
| Great Yarmouth                    | Great Yarmouth Pleasure Beach                                                          | Sattel             | 1        | 0,5 km  | 1              |                         | 1987        |                          |                             |                                  | |
| Irland                            |                                                                                        |                    |          |         |                |                         |             |                          |                             |                                  | |
| Listowel                          | Lartigue Monorailway Museum                                                            | Sattel (Lartigue)  | 1        | 1,0 km  | 3              | Diesel                  | 2003-06     | Alan Keef                | Lartigue Monorailway Museum | Listowel and Ballybunion Railway | Park mit Museum, geöffnet Ostern und Mai bis September                                                                                    |
| Italien                           |                                                                                        |                    |          |         |                |                         |             |                          |                             |                                  | |
| Bologna                           | Flughafen Bologna – Bahnhof Bologna Centrale                                           | Sattel             | 1        | 5,1 km  | 3              | 750 V Gleich- strom     | 2020-11-18  | Intamin                  |                             | Marconi Express                  | |
| Castelnuovo del Garda             | Gardaland (Freizeitpark)                                                               | Sattel             | 1        | 0,7 km  | 1              |                         | 1989        | Mack Rides               |                             | Monorotaia                       | |
| Lazise (Gardasee)                 | Movieland The Hollywood Park                                                           | Sattel             | 1        | 0,4 km  | 1              |                         | 2003        |                          |                             | Panorama Tram                    | |
| Ravenna                           | Mirabilandia-Ringstrecke                                                               | Sattel             | 1        | 0,2 km  | 1              |                         | 2004        | Preston & Barbieri       |                             | Monosauro                        | |
| Rimini-Viserba                    | Italia in Miniatura-Ringstrecke                                                        | Sattel             | 1        | 0,7 km  | 1              |                         | 1970?       |                          |                             | Monorotaia                       | |
| Niederlande                       |                                                                                        |                    |          |         |                |                         |             |                          |                             |                                  | |
| Den Haag                          | Drievliet Family Park-Ringstrecke                                                      | Sattel             | 1        | 0,2 km  | 1              |                         | 1968        | Schwingel                |                             | Einschienenbahn Drievliet        | |
| Hardenberg (Overijssel)           | Attractiepark Slagharen-Ringstrecke                                                    | Sattel             | 1        | 1,6 km  | 1              |                         | 1978        | Schwarzkopf GmbH         |                             |                                  | |
| Hellendoorn                       | Avonturenpark Hellendoorn-Ringstrecke                                                  | Sattel             | 1        | 0,3 km  | 1              |                         | 1977        | Mack Rides               |                             |                                  | |
| Kaatsheuvel                       | Efteling-Ringstrecke                                                                   | Sattel             | 1        | 0,45 km | 1              |                         | 1990        | Mack Rides               |                             | Volk van Laaf                    | |
| Rhenen                            | Ouwehands Dierenpark-Ringstrecke                                                       | Sattel             | 1        |         | 1              |                         | 1979        |                          |                             |                                  | Renovierungsprojekt |
| Russland                          |                                                                                        |                    |          |         |                |                         |             |                          |                             |                                  | |
| Glukhovo bei Krasnogorsk          | Teststrecke                                                                            | Hängend (Strela)   | 1        | 1,0 km  | 0              | 750 V Gleich- strom     | 2016-07     |                          |                             |                                  | System ist ein Klon der SAFEGE-Bauart |
| Moskau                            | Allrussisches Ausstellungszentrum – Timirjasewskaja (Metrostation und Regionalbahnhof) | Sattel (Intamin)   | 2        | 4,7 km  | 6              | 600 V Gleich- strom     | 2004-11-20  |                          | Moskovsky Metropoliten      | Einschienenbahn Moskau           | Einzige nicht-ringförmige Sattelbahn weltweit im Einrichtungsbetrieb mit Kehrschleifen; am 27. Juni 2025 stillgelegt                      |
| Spanien                           |                                                                                        |                    |          |         |                |                         |             |                          |                             |                                  | |
| Madrid                            | Parque de Atracciones de Madrid                                                        | Hängend (Typ 3)    | 1        | 0,6 km  | 1              |                         | 2012        |                          |                             | Zeppelin                         | |
| Salou                             | PortAventura World                                                                     | Sattel             | 1        | 0,3 km  | 1              |                         | 2011        | SBF Visa                 |                             | Coco Piloto                      | |
| Saragossa                         | Plaza Imperial                                                                         | Sattel             | 1        | 0,6 km  | 2              |                         | 2008        | Von Roll, Sener          |                             |                                  | Ehemals ein Von Roll Mk-2 von der Expo 92, wurde von Sener restauriert, umgebaut und auf 4 Segmente verkürzt. Wurde ca. 2018 stillgelegt. |

### Afrika
| Stadt           | Ort                                                                                 | Typ              | Spu- ren | Länge   | Halte- stellen | Antrieb | Eröff- nung                         | Hersteller | Betreiber | Artikel                    | Bemerkung               |
| --------------- | ----------------------------------------------------------------------------------- | ---------------- | -------- | ------- | -------------- | ------- | ----------------------------------- | ---------- | --------- | -------------------------- | ----------------------- |
| Nigeria         |                                                                                     |                  |          |         |                |         |                                     |            |           |                            |                         |
| Calabar (Stadt) | Tinapa Business and Leisure Resort – Calabar International Convention Centre (CICC) | Sattel (Intamin) | 1        | 1,1 km  | 3              |         | 2016-08                             | Intamin    | Intamin   | Cross River State Monorail | [ 9 ]                   |
| Onitsha         | Nkpor – Onitsha – Obosi                                                             |                  |          | 16 km   |                |         |                                     |            |           |                            | Machbarkeitsstudie 2012 |
| Port Harcourt   | Phase 1: Sharks Park – UTC                                                          | Sattel (Intamin) | 1        | 2,3 km  | 3              |         | 2016 fertiggestellt, nicht eröffnet | Intamin    | Intamin   | Rivers State Monorail      | [ 11 ]                  |
| Port Harcourt   | Endausbau: Aggrey Road – Garrison Station                                           | Sattel (Intamin) | 1        | 19,5 km | 14             |         |                                     | Intamin    | Intamin   | Rivers State Monorail      | [ 11 ]                  |
| Südafrika       |                                                                                     |                  |          |         |                |         |                                     |            |           |                            |                         |
| Johannesburg    | Expo Centre Nasrec                                                                  | Sattel           | 1        | 0,9 km  | 1              |         | 2009?                               |            |           | Expo Centrek               |                         |

### Amerika
| Stadt                               | Ort                                                                  | Typ                 | Spu- ren | Länge   | Halte- stellen | Antrieb             | Eröff- nung          | Hersteller                      | Betreiber                             | Artikel                     | Bemerkung                                                           |
| ----------------------------------- | -------------------------------------------------------------------- | ------------------- | -------- | ------- | -------------- | ------------------- | -------------------- | ------------------------------- | ------------------------------------- | --------------------------- | ------------------------------------------------------------------- |
| Brasilien                           |                                                                      |                     |          |         |                |                     |                      |                                 |                                       |                             |                                                                     |
| Gramado                             | Aldeia-do-Papai-Noel-Freizeitpark-Ringstrecke                        | Hängend (Typ 3)     | 1        |         |                |                     | 2009                 |                                 |                                       |                             |                                                                     |
| São Paulo                           | Linie 15: Metro-Station Vila Prudente – Jardim Colonial              | Sattel              | 2        | 14,7 km | 11             | 750 V Gleich- strom | 2014-08-30           | Bombardier                      | Metrô São Paulo                       | Linie 15 (Metrô São Paulo)  |                                                                     |
| São Paulo                           | Linie 17: Morumbi São Judas – Washington Luiz/Aeroporto de Congonhas | Sattel              | 2        | 7,7 km  | 8              | 750 V Gleich- strom | im Bau, 2026 geplant | BYD                             | Metrô São Paulo                       | Linie 17 (Metrô São Paulo)  |                                                                     |
| Kanada                              |                                                                      |                     |          |         |                |                     |                      |                                 |                                       |                             |                                                                     |
| Granby (Québec)                     | Granby Zoo-Ringstrecke                                               | Sattel              | 1        | 0,9 km  | 1              |                     | 1980                 |                                 |                                       | Orient Express Aerial Train |                                                                     |
| Mexiko                              |                                                                      |                     |          |         |                |                     |                      |                                 |                                       |                             |                                                                     |
| Monterrey                           | Linie 6: Torre Administrativa – Paseo La Fe                          | Sattel              | 2        | 12,2 km | 10             | 750 V Gleich- strom | 2026-06 geplant      | CRRC Hong Kong                  |                                       | Einschienenbahn Monterrey   |                                                                     |
| Monterrey                           | Linie 4: Hospital de Ginecología – Pablo G. Garza                    | Sattel              | 2        | 7,6 km  | 7              | 750 V Gleich- strom | 2027 geplant         | CRRC Hong Kong                  |                                       | Einschienenbahn Monterrey   |                                                                     |
| USA                                 |                                                                      |                     |          |         |                |                     |                      |                                 |                                       |                             |                                                                     |
| Anaheim                             | Disneyland Resort, Tomorrowland                                      | Sattel              | 1        | 4,0 km  | 2              | 600 V Gleich- strom | 1959-06-14           | Bombardier                      | Disneyland Inc                        |                             |                                                                     |
| ʻAiea (Hawaii)                      | Pearlridge Center: Wai Makai – Mauka                                 | Sattel              | 1        | 0,4 km  | 2              |                     | 1977-11-07           | Rohr, Inc.                      |                                       |                             |                                                                     |
| Bay Lake (Florida)/ Greater Orlando | Walt Disney World                                                    | Sattel              | 1        | 23,7 km | 6              | 600 V Gleich- strom | 1971-10-01           | Bombardier                      | Walt Disney World Resort              |                             |                                                                     |
| Fairfield (Ohio)                    | Jungle Jim’s International Market, Parkplatz – Oscar Events Center   | Sattel              | 1        | 0,4 km  | 2              | Biodiesel           | 2011                 |                                 |                                       |                             | vorher Kings Island Monorail (1974–1993); nur bei Events in Betrieb |
| Gilroy                              | Gilroy Gardens-Ringstrecke                                           | Sattel              | 1        | 0,4 km  | 1              |                     | 2002                 |                                 |                                       | Sky Trail Monorail          |                                                                     |
| Hershey (Pennsylvania)              | Hersheypark                                                          | Sattel              | 1        | 1,2 km  | 1              |                     | 1969                 | Universal Mobility Incorporated |                                       |                             |                                                                     |
| Jacksonville                        | Rosa Parks – Convention Center – Kings Avenue                        | Sattel (Bombardier) | 2        | 4,0 km  | 8              |                     | 1989                 | Matra/Bombardier                | Jacksonville Transportation Authority | Jacksonville Skyway         |                                                                     |
| Lancaster (Pennsylvania)            | Dutch Wonderland-Ringstrecke                                         | Sattel              | 1        | 1,1 km  | 2              |                     | 1968                 | Universal Mobility Incorporated |                                       | Capital BlueCross Monorail  |                                                                     |
| Las Vegas                           | MGM Grand – Sahara Las Vegas                                         | Sattel              | 2        | 6,3 km  | 7              | 750 V Gleich- strom | 2004-07-15           | Bombardier                      | Las Vegas Monorail Company            | Einschienenbahn Las Vegas   | 2004 erweitert                                                      |
| Memphis                             | Front Street – Mud Island                                            | Hängend             | 2        | 0,5 km  | 2              |                     | 1982                 |                                 |                                       |                             | 2018 stillgelegt                                                    |
| Newark                              | AirTrain Newark                                                      | Sattel              | 2        | 4,8 km  | 7              |                     | 1996-05-31           | Von Roll                        | Alstom                                | AirTrain Newark             | Modell Mk-3                                                         |
| New Jersey                          | Morey’s Piers-Ringstrecke                                            | Hängend (Typ 3)     | 1        |         | 1              |                     | 1997                 |                                 |                                       | Flying Gallons              |                                                                     |
| New York-Bronx                      | Bronx Zoo                                                            |                     |          |         |                |                     | ?                    |                                 | Wild Asian Monorail                   |                             |                                                                     |
| Ocean City (New Jersey)             | Gillians Wonderland Pier                                             |                     |          |         |                |                     | 1965                 |                                 |                                       |                             |                                                                     |
| Sacramento                          | California Exposition                                                | Sattel              |          | 1,6 km  |                |                     | 1968                 |                                 |                                       |                             | fährt während der California State Fair                             |
| Santa Clarita-Valencia              | Six Flags Magic Mountain                                             |                     |          | 1,0 km  | 3              |                     | 1971                 | Bombardier                      |                                       |                             |                                                                     |
| Seattle                             | Westlake Center – Seattle Center                                     | Sattel (ALWeG)      | 2        | 1,4 km  | 2              | 700 V Gleichstrom   | 1962-03-24           | Axel Wenner-Gren                | Seattle Monorail Services             | Einschienenbahn Seattle     |                                                                     |

### Asien
| Stadt                        | Ort | Typ                                        | Spu- ren | Länge   | Halte- stellen | Antrieb                    | Eröff- nung  | Hersteller                   | Betreiber                                                         | Artikel                                    | Bemerkung |
| ---------------------------- | --- | ------------------------------------------ | -------- | ------- | -------------- | -------------------------- | ------------ | ---------------------------- | ----------------------------------------------------------------- | ------------------------------------------ | --- |
| Bangladesch                  | |                                            |          |         |                |                            |              |                              |                                                                   |                                            | |
| Sylhet                       | Adventure World Park | Hängend (Typ 3)                            | 1        | 0,2 km  | 1              |                            |              |                              |                                                                   |                                            | |
| China                        | |                                            |          |         |                |                            |              |                              |                                                                   |                                            | |
| Chengdu-Shuangliu            | Zhongtang Air Railway Group-Firmengelände                                                                                   | Hängend (Safege)                           | 1        | 1,2 km  | 1              |                            | 2019-03      | Zhongtang Air Railway Group  | Zhongtang Air Railway Group                                       |                                            | Teststrecke für das SkyTrain-System; Züge dreiseitig verglast und mit Lithium-Batterieantrieb                                    |
| Chongqing                    | Linie 2: Station Jiàochǎngkǒu (较场口) – Zoo – Endstation Yúdòng (渝洞)                                                     | Sattel (ALWeG)                             | 2        | 31,3 km | 25             | 1500 V Gleich- strom       | 2005-01      | Hitachi                      | Chongqing Rail Transit                                            | Hochbahn Chongqing                         | |
| Chongqing                    | Linie 3: Flughafen Chongqing-Jiangbei – Station Yuānyāng (鴛鴦) – Nordbahnhof – Station Liǎnglùkǒu (两路口) – Yúdòng (鱼洞) | Sattel (ALWeG)                             | 2        | 67,1 km | 45             | 1500 V Gleich- strom       | 2011-09-27   | Hitachi                      | Chongqing Rail Transit                                            | Hochbahn Chongqing                         | |
| Guang'an                     | Guangmen – Besucherzentrum (an der Deng Xiaoping-Gedenkstätte)                                                              | Sattel (BYD)                               | 2        | 10,0 km | 7              | 750 V Gleich- strom        | 2023?        | BYD                          |                                                                   | Einschienenbahn Guang'an                   | Strecke seit 2020 fertiggestellt, aber bisher ohne Betrieb                                                                       |
| Jing'an                      | Sanzhualun National Forest Park                                                                                             | Sattel                                     | 2        | 3,0 km  | 1              |                            | 2020         |                              |                                                                   |                                            | |
| Li'an                        | Lingshui Ocean Paradise-Ringstrecke                                                                                         | Sattel                                     | 1        | 2,9 km  | 3              |                            | 2019-09-13   | Zhuzhou CRRC                 |                                                                   | Blue Dolphin                               | |
| Liupanshui-Haiping           | Haiping Yi Nationality Cultural Park – Yushe National Forest Park                                                           | Sattel                                     | 2        | 5,2 km  | 2              |                            | 2019         | Zhuzhou CRRC                 |                                                                   | Liupanshui Tourist Monorail                | 220 m Höhenunterschied, davon werden 47 m in einer 720 m langen, spiralförmigen Rampe mit 6 % Neigung und 30 m Radius überwunden |
| Ningbo                       | Romon Universal Park-Ringstrecke                                                                                            | Sattel (Intamin)                           | 1        | 1,1 km  | 2              |                            | 2015-06      | Intamin                      |                                                                   |                                            | |
| Shanghai                     | Station Lóngyáng-Straße (龙阳路) – Flughafen Shanghai-Pudong                                                                | Sattel (Maglev)                            | 2        | 30,5 km | 2              |                            | 2002-12-31   | ThyssenKrupp Transrapid GmbH | Shanghai Maglev Transportation Co., Ltd                           | Transrapid Shanghai                        | Betriebsgeschwindigkeit bis 430 km/h                                                                                             |
| Shenzhen                     | "Overseas Chinese Town"-Ringstrecke                                                                                         | Sattel (Intamin)                           | 1        | 3,9 km  | 7              | 380 V/50 Hz Wechsel- strom | 1999-02-16   | Intamin                      | Shenzhen Overseas Chinese Town Happy Valley Travel Company        |                                            | nach Unfall seit Nov. 2018 außer Betrieb                                                                                         |
| Shenzhen                     | Window-of-the-World-Ringstrecke                                                                                             | Sattel (Intamin)                           | 1        | 1,7 km  | 3              | 380 V/50 Hz Wechsel- strom | 1993         | Intamin                      |                                                                   |                                            | |
| Shenzhen-Pingshan            | BYD-Firmengelände | Sattel (BYD)                               | 2        | 2,6 km  | 2              | 750 V Gleich- strom        | 2016         | BYD                          | BYD                                                               |                                            | Teststrecke für das SkyRail-System                                                                                               |
| Wuhan                        | Yangxin Chenlong Yuan – Hongshan                                                                                            | Hängend (Safege)                           | 2        | 10,5 km | 6              |                            | 2023-09-16   |                              |                                                                   | Einschienenbahn Wuhan                      | Chinas erste Einschienenhängebahn                                                                                                |
| Wuhu                         | Linie 1: Baoshun-Straße – Baimashan                                                                                         | Sattel (Bombardier)                        | 2        | 30,4 km | 25             | 750 V Gleich- strom        | 2021-11-03   |                              |                                                                   | Einschienenbahn Wuhu                       | |
| Wuhu                         | Linie 2: Wanchunsee-Straße – Jiuzi-Platz                                                                                    | Sattel (Bombardier)                        | 2        | 15,8 km | 11             | 750 V Gleich- strom        | 2021-12-28   |                              |                                                                   | Einschienenbahn Wuhu                       | |
| Wulingyuan                   | Ten-Mile Gallery (十里画廊)                                                                                                 | Sattel                                     | 2        | 1,6 km  | 2              |                            | ?            |                              |                                                                   | Wulingyuan                                 | |
| Xi’an                        | Große Wildganspagode – Park West                                                                                            | Sattel (Intamin)                           | 1        | 6,2 km  | 9              |                            | 2023-05-01   |                              |                                                                   | Einschienenbahn Xi’an                      | 2015 mit 9,3 km und 11 Stationen als Nanhu Park (南湖)-Ringstrecke drei Monate in Betrieb                                        |
| Xiajiaba bei Enshi           | | Hängend (SAFEGE)                           | 2        | 2,1 km  | 3              |                            | 2023?        |                              |                                                                   | Qingyunya Sightseeing Little Train Project | Baustart 2020-06 |
| Xingguo                      | Bahnhof Xingguoxi – Betriebswerk                                                                                            | Hängend (Safege)                           | 1        | 0,8 km  | 1              |                            | 2022-08      |                              |                                                                   | Red Rail                                   | Teststrecke für Hängebahn mit Maglev-Antrieb                                                                                     |
| Yinchuan                     | Flower Expo Garden-Ringstrecke                                                                                              | Sattel (BYD)                               | 1        | 5,8 km  | 8              |                            | 2017         | BYD                          |                                                                   | Einschienenbahn Yinchuan                   | Weltweit erste kommerzielle Anwendung einer Einschienenbahn mit Radnabenmotoren                                                  |
| Indien                       | |                                            |          |         |                |                            |              |                              |                                                                   |                                            | |
| Mumbai                       | Sant Gadge Maharaj Chowk – Wadala – Chembur                                                                                 | Sattel (Monorail Malaysia)                 | 2        | 19,5 km | 17             | 750 V Gleich- strom        | 2014-02-02   | Larsen & Toubro, Scomi       |                                                                   | Einschienenbahn Mumbai                     | |
| Iran                         | |                                            |          |         |                |                            |              |                              |                                                                   |                                            | |
| Ghom                         | Phase 1: Amir Kabir Freeway – Mossali                                                                                       | Sattel (ALWEG)                             | 2        | 7,0 km  | 8              | 750 V Gleich- strom        | 2024 geplant | Mapna/Kison                  |                                                                   | Einschienenbahn Ghom                       | |
| Ghom                         | Phase 2: Mossali – Pardisan                                                                                                 | Sattel (ALWEG)                             | 2        | 11,5 km | 9              | 750 V Gleich- strom        | unbekannt    | Mapna/Kison                  |                                                                   | Einschienenbahn Ghom                       | |
| Japan                        | |                                            |          |         |                |                            |              |                              |                                                                   |                                            | |
| Chiba                        | Linie 1: Bahnhof Chiba – Kenchō-mae 県庁前駅                                                                                | Hängend (Safege)                           | 2        | 1,7 km  | 3              | 1500 V Gleich- strom       | 1999-03-24   | Mitsubishi                   | Chiba Urban Monorail                                              | Einschienenbahn Chiba                      | Zweigstrecke (die Linie 1 verkehrt ab Chiba-Minato)                                                                              |
| Chiba                        | Linie 2: Chiba-Minato 千葉みなと駅 – Bahnhof Chiba – Chishirodai 千城台駅                                                   | Hängend (Safege)                           | 2        | 12,0 km | 15             | 1500 V Gleich- strom       | 1988-03-28   | Mitsubishi                   | Chiba Urban Monorail                                              | Einschienenbahn Chiba                      | Stammstrecke |
| Hiroshima                    | Midoriguchi (みどり口) (am Bahnhof Seno) – Midori-chūō (みどり中央)                                                         | Hängend (Kabinen mit Einpunkt- aufhängung) | 2        | 1,3 km  | 3              | 440 V Gleich- strom        | 1998-08-28   | Kobe Steel                   | Sky Rail Service (スカイレールサービス株式会社)                   | Einschienenbahn Hiroshima                  | Höhenunterschied von 160 Metern, Neigung bis zu 253 ‰; wurde zum 1. Mai 2024 eingestellt                                         |
| Kamakura                     | Bahnhof Ōfuna (大船駅) – Shōnan-Enoshima (湘南江の島駅)                                                                     | Hängend (Safege)                           | 1        | 6,6 km  | 8              | 1500 V Gleich- strom       | 1970-03-07   | Mitsubishi                   | Shonan Monorail                                                   | Shonan Monorail                            | Maximale Neigung: 74 ‰, 4 Ausweichen, hat 2 Tunnel von 451 und 205 Metern Länge                                                  |
| Kitakyūshū                   | Bahnhof Kokura – Kikugaoka                                                                                                  | Sattel (ALWeG)                             | 2        | 8,8 km  | 13             | 1500 V Gleich- strom       | 1985-01-09   | Hitachi                      |                                                                   | Einschienenbahn Kitakyūshū                 | |
| Naha                         | Flughafen Naha – Stadtzentrum – Urasoe                                                                                      | Sattel (ALWeG)                             | 2        | 17,0 km | 19             | 1500 V Gleich- strom       | 2003-08-10   | Hitachi                      |                                                                   | Einschienenbahn Naha                       | |
| Osaka                        | Flughafen Osaka-Itami – Bahnhof Kadoma-shi                                                                                  | Sattel (ALWeG)                             | 2        | 23,8 km | 18             | 1500 V Gleich- strom       | 1990         | Hitachi                      | Osaka Monorail                                                    | Einschienenbahn Osaka                      | |
| Tama                         | Endhaltestelle Kamikitadai, Higashiyamato – Tachikawa-Kita (T. Nord) – Tachikawa-Minami (T. Süd) – Tama-Center, Tama        | Sattel (ALWeG)                             | 2        | 16,0 km | 19             | 1500 V Gleich- strom       | 1997         | Hitachi                      | Tama toshi monorēru kabushiki gaisha (多摩都市モノレール株式会社) | Einschienenbahn Tama                       | |
| Tokio, Bezirk Minato         | Bahnhof Hamamatsuchō – Flughafen Haneda                                                                                     | Sattel (ALWeG)                             | 2        | 17,8 km | 11             | 750 V Gleich- strom        | 1964-09-17   | Hitachi                      | Tōkyō Monorēru 東京モノレール株式会社                             | Einschienenbahn Tokio                      | |
| Urayasu                      | Disney Resort Line | Sattel (ALWeG)                             | 1        | 4,8 km  | 4              | 1500 V Gleich- strom       | 2001-07-27   | Hitachi                      | Maihama Resort Line                                               |                                            | |
| Malaysia                     | |                                            |          |         |                |                            |              |                              |                                                                   |                                            | |
| Kuala Lumpur                 | Hauptbahnhof Kuala Lumpur Sentral – Titiwangsa                                                                              | Sattel (Monorail Malaysia)                 | 2        | 8,6 km  | 11             |                            | 2003-08-31   | Scomi                        | KL Infra                                                          | Einschienenbahn Kuala Lumpur               | |
| Malakka                      | Tuni Ali-Ringstrecke (entlang Malacca River)                                                                                | Sattel                                     | 1        | 2,5 km  | 3              |                            | 2010-10-21   |                              |                                                                   | Monorail Theme Park & Studios Sdn Bhd      | Betriebsunterbrechung 2013–2017, Betrieb 2023-02 erneut eingestellt                                                              |
| Putrajaya                    | | Sattel (Monorail Malaysia)                 | 2        | 18,0 km | 23             |                            |              |                              |                                                                   |                                            | Baustopp 2004, Neuaufnahme derzeit nicht geplant                                                                                 |
| Saudi-Arabien                | |                                            |          |         |                |                            |              |                              |                                                                   |                                            | |
| Riad                         | KAFD-Ringstrecke | Sattel                                     | 1        | 3,5 km  | 6              |                            | 2026 geplant |                              |                                                                   | Einschienenbahn Riad                       | [ 22 ] |
| Singapur                     | |                                            |          |         |                |                            |              |                              |                                                                   |                                            | |
| Insel Sentosa                | Sentosa Monorail Station – Hafen/Strand                                                                                     | Sattel (ALWeG)                             | 2        | 2,1 km  | 4              |                            | 2007-01-15   | Hitachi Small                | Sentosa Development Corporation (SDC)                             | Sentosa Express                            | Nachfolger der Sentosa Monorail (1982 bis 2005)                                                                                  |
| Südkorea                     | |                                            |          |         |                |                            |              |                              |                                                                   |                                            | |
| Daegu                        | KNU Medical Center – Yongji                                                                                                 | Sattel (Alweg)                             | 2        | 23,9 km | 30             |                            | 2015-04-23   | Hitachi                      | Daegu Transit Corporation                                         | Linie 3 der Metro Daegu                    | |
| Taiwan                       | |                                            |          |         |                |                            |              |                              |                                                                   |                                            | |
| Kaohsiung                    | E-DA-Welt: „Santorini“ – „Troja“                                                                                            | Sattel                                     | 1        | 0,3 km  | 2              |                            | 2010-12-18   |                              |                                                                   |                                            | |
| Thailand                     | |                                            |          |         |                |                            |              |                              |                                                                   |                                            | |
| Bang Lamung                  | Pattaya-Park-Beach-Resort-Ringstrecke                                                                                       | Sattel                                     | 1        | 0,8 km  | 2              |                            | ?            |                              |                                                                   |                                            | |
| Thanyaburi                   | Dream World Freizeitpark-Ringstrecke                                                                                        | Sattel                                     | 1        | 0,5 km  | 1              |                            | 1993         |                              |                                                                   |                                            | |
| Turkmenistan                 | |                                            |          |         |                |                            |              |                              |                                                                   |                                            | |
| Aşgabat                      | Olympisches-Dorf-Ringstrecke                                                                                                | Sattel (Intamin)                           | 1        | 4,7 km  | 8              |                            | 2016         |                              |                                                                   | Einschienenbahn Aşgabat                    | mit Betriebsgleisen 5,2 km |
| Vereinigte Arabische Emirate | |                                            |          |         |                |                            |              |                              |                                                                   |                                            | |
| Dubai                        | Gateway Palm – Hotelkomplex „The Palm Atlantis Dubai“                                                                       | Sattel (Alweg)                             |          | 5,4 km  | 4              |                            | 2009-04-30   | Marubeni                     | Serco Group plc                                                   | Einschienenbahn Dubai                      | Ergänzungs- und Zubringersystem zur ebenso fahrerlosen Dubai Metro                                                               |

## Ehemalige Systeme

### Europa
| Stadt                         | Ort                                                                       | Typ                        | Spu- ren | Länge    | Halte- stellen       | Antrieb              | Eröff- nung     | Schließ- ung     | Hersteller                                                  | Betreiber                 | Artikel                                    | Bemerkung |
| ----------------------------- | ------------------------------------------------------------------------- | -------------------------- | -------- | -------- | -------------------- | -------------------- | --------------- | ---------------- | ----------------------------------------------------------- | ------------------------- | ------------------------------------------ | --- |
| Deutschland                   |                                                                           |                            |          |          |                      |                      |                 |                  |                                                             |                           |                                            | |
| Berlin                        | U-Bahnhof Gleisdreieck – Kemperplatz                                      | Sattel                     | 2        | 1,6 km   | 3                    | Magnet               | 1984-06-28      | 1991-07-31       |                                                             | Berliner Verkehrsbetriebe | M-Bahn                                     | Fahrgastbeförderung ab 28. August 1989 |
| Bestwig                       | Fort Fun                                                                  | Sattel                     | 1        |          |                      |                      | 1994            | 2007             | Intamin                                                     |                           |                                            | Parkbahn „Silent Move“, Umbau der Panoramabahn aus Stuttgart |
| Brühl                         | Phantasialand                                                             | Sattel                     |          | ca. 1 km |                      | Gleich- strom        | 1974            | 2008             | Schwarzkopf GmbH                                            |                           | Phantasialand-Jet                          | |
| Gelsenkirchen                 | Bundesgartenschau                                                         | Sattel                     | 1        |          |                      |                      | 1997-04-19      | 1997-10-05       | Intamin                                                     |                           |                                            | war zuvor in Stuttgart und danach in Magdeburg in Betrieb |
| Groß-Gerau Wallerstädten      | Safariland                                                                | Sattel                     | 1        |          | 1                    |                      | 1971            | 1985             | Schwingel-Parkeisenbahnen                                   |                           |                                            | |
| Hagen-Vorhalle                |                                                                           |                            |          | 1,9 km   | 6                    |                      | 1973-09-06      | 1981-07 abgebaut |                                                             |                           | Cabinentaxi                                | |
| Hamburg                       | Internationale Verkehrsausstellung 1979: Messegelände – Heiligengeistfeld | Sattel (Maglev)            | 1        | 0,9 km   | 2                    |                      | 1979-06-08      | 1979-07-01       | Krauss-Maffei/Messerschmitt-Bölkow-Blohm/Thyssen Henschel   |                           |                                            | eingesetzt wurde der Transrapid 05, die Strecke wurde auf 580 Meter verkürzt auf dem Werksgelände von Thyssen Henschel wieder aufgebaut und bis 1983 genutzt |
| Hamburg                       | Internationale Gartenschau 2013: Wilhelmsburg – Georgswerder              | Sattel                     | 1        | 3,4 km   | 3                    | 600 V Gleich- strom  | 2013-04-26      | 2013-10-13       | Intamin                                                     |                           |                                            | 8 Züge mit 11 Waggons (66 Plätze); 16 km/h; 235 Stützen bis zu 7 m Höhe; seit 2016 im Freizeitpark Đà Nẵng Downtown, Vietnam |
| Köln-Fühlingen                |                                                                           | Sattel (Alweg)             | 1        | 1,7 km   |                      |                      | 1952-10-08      | 1957             | Alweg                                                       | Alweg                     | Alwegbahn                                  | Versuchsoval im Maßstab 1:2,5 mit Überhöhungen bis zu 45° |
| Köln-Fühlingen                | 1                                                                         | Sattel (Alweg)             | 1,8 km   | 1        | 1200 V Gleich- strom | 1957-07-23           | 1967-10         | Alweg/LHB        | Versuchsstrecke im Maßstab 1:1 mit Bahnhof für Gästefahrten | Alweg                     | Alwegbahn                                  | |
| Lathen (Emsland)              |                                                                           | Sattel                     | 1        | 31,8 km  | 1                    | Magnet               | 1983            | 2011             | Siemens, ThyssenKrupp                                       | IABG                      | Transrapid                                 | |
| Magdeburg                     | Elbauenpark                                                               | Sattel                     | 1        | 3 km     |                      |                      | 1999-04-23      | 2014-10-31       | Intamin                                                     |                           | Panoramabahn                               | Eröffnung zur Bundesgartenschau 1999, wurde vorher in Stuttgart und Gelsenkirchen eingesetzt |
| Mannheim                      | Bundesgartenschau 1975                                                    | Hängend (Aerobus)          |          |          |                      |                      | 1975            | 1975             |                                                             |                           |                                            | |
| München                       | Deutsche Verkehrsausstellung 1953                                         | Sattel (Alweg)             |          |          |                      |                      | 1953-06-20      | 1953-10-11       | Alweg                                                       |                           |                                            | nur Exponat: Betonschiene mit Drehgestell |
| München                       | Internationale Verkehrsausstellung 1965                                   | Sattel                     | 2        | 3 km     | 2                    |                      | 1965-06-25      | 1965-10-03       |                                                             |                           |                                            | [ 25 ] |
| Stuttgart                     | Internationale Gartenbauausstellung 1993                                  | Sattel                     | 1        | 4,6 km   | 5                    |                      | 1993-04-23      | 1993-10-17       | Intamin                                                     |                           | Panoramabahn                               | wurde danach in Gelsenkirchen und Magdeburg mit anderen Streckenkonfigurationen erneut verwendet |
| Ziegenhain (Schwalmstadt)     | Krankenhaus Hauptgebäude – Nebengebäude                                   |                            |          | 0,6 km   | 2                    |                      | 1976-03-29      | 2002             | Demag und Messerschmitt-Bölkow-Blohm                        |                           | Cabinenlift                                | verband zwei Gebäudeteile eines Krankenhauses |
| Österreich                    |                                                                           |                            |          |          |                      |                      |                 |                  |                                                             |                           |                                            | |
| Wien                          | WIG 74 (Wiener Internationale Gartenschau 1974)                           |                            |          |          |                      |                      | 1974            | 1974             |                                                             |                           |                                            | heute Kurpark Oberlaa |
| Schweiz                       |                                                                           |                            |          |          |                      |                      |                 |                  |                                                             |                           |                                            | |
| Basel                         | Brüglinger Ebene: Grün 80-Ringstrecke                                     | Sattel                     | 1        |          | 2                    |                      | 1980-04-12      | 1980-10-12       | Habegger                                                    |                           |                                            | 2. Schweiz. Ausstellung für Garten- und Landschaftsbau 1980 Die Anlage wurde anschließend geteilt und an 2 Freizeitparks verkauft. Ein Teil fuhr im Eulenspiegelpark in Sottrum (Deutschland). Der andere Teil ging in den Heide Park Soltau (Deutschland) und ist dort bis heute in Betrieb. Die Teilanlage aus dem Eulenspiegelpark ging nach dessen Schließung ebenfalls an den Heide Park. |
| Lausanne                      | Expo64-Ringstrecke                                                        | Sattel                     | 1        | 4,2 km   |                      | 500 V Wechsel- strom | 1964-04-30      | 1964-10-25       | Von Roll                                                    |                           |                                            | Schweizerische Landesausstellung 1964, wiederaufgebaut zur Expo 67 in Blackpool |
| Belgien                       |                                                                           |                            |          |          |                      |                      |                 |                  |                                                             |                           |                                            | |
| Ypern                         | Bellewaerde Park                                                          |                            |          |          |                      |                      | 1983            | 2007             | Mahieu                                                      |                           |                                            | |
| Frankreich                    |                                                                           |                            |          |          |                      |                      |                 |                  |                                                             |                           |                                            | |
| Feurs nach Panissières        |                                                                           | Sattel (Lartigue)          | 1        | 16,9 km  |                      | Dampf                |                 |                  |                                                             |                           | Lartigue-Einschienenbahn                   | 1895 fertiggestellt, keine Betriebsaufnahme wegen Finanzierungs- und technischer Schwierigkeiten, 1902 abgerissen |
| Limours nach Gometz-la-Ville  |                                                                           | Sattel (Aérotrain)         |          |          |                      |                      |                 |                  |                                                             |                           |                                            | |
| Saran nach Artenay            |                                                                           | Sattel (Aérotrain)         |          |          |                      |                      |                 |                  |                                                             |                           |                                            | |
| Châteauneuf-sur-Loire         |                                                                           | Hängend (System Safege)    | 1        | 1,4 km   |                      |                      | 1959            | 1968             |                                                             |                           |                                            | Teststrecke, errichtet ab 1959 am Standort des Unternehmens Baudin Chateauneuf und verewigt in François Truffauts Spielfilm Fahrenheit 451 (1966) Die Strecke wurde Ende der 1960er-Jahre abgebaut, der an einen Schrotthändler verkaufte Kabinenwagen diente noch zeitweilig als Hühnerstall.                                                                                                 |
| Großbritannien                |                                                                           |                            |          |          |                      |                      |                 |                  |                                                             |                           |                                            | |
| Birmingham                    | Flughafen – Birmingham Intl. Railway Station                              | Sattel (Maglev)            | 2        | 0,6 km   | 2                    |                      | 1984-08-16      | 1995-06-18       | GEC/Balfour Beatty/Brush Electrical Machines                |                           | [ 35 ]                                     | Strecke seit 2003 genutzt durch den APM Air-Rail Link |
| Blackpool                     | Blackpool Pleasure Beach                                                  | Sattel                     | 1        | 1,2 km   | 1                    | 500 V Wechsel- strom | 1966            | 2012             | Von Roll                                                    |                           |                                            | fuhr 1964 in Lausanne |
| Brierley Hill (West Midlands) | Merry Hill Shopping Centre                                                | Sattel                     | 2        | 1,4 km   | 4                    | 500 V Wechsel- strom | 1991-06-01      | 1996             | Von Roll                                                    |                           |                                            | Model Mk-3; wurde 2001 für den Monorail in Broadbeach (Australien) verwendet |
| Chessington                   | Chessington World of Adventures                                           | Sattel                     | 1        | 0,8 km   | 1                    |                      | 1986            | 2015-07-31       | Mack Rides                                                  |                           | Safari Skyway                              | |
| Chester/ Upton (Cheshire)     | Chester-Zoo-Ringstrecke                                                   | Sattel                     | 1        | 1,5 km   | 2                    |                      | 1991            | 2019             | Computerised People Mover International                     |                           | Chester Zoo Monorail                       | Mai 2012: Queen Elisabeth II. fährt anlässlich ihres Diamantenen Thronjubiläums eine Ehrenrunde in einem speziell dekorierten Zug |
| Milngavie bei Glasgow         |                                                                           | Hängend                    | 2        | 0,4 km   |                      |                      | 1929/30         | 1930/31          |                                                             |                           |                                            | Bennie Rail Plane |
| Minehead                      | Butlin’s                                                                  | Sattel                     | 1        | 0,7 km   | 2                    |                      | 1967-05-13      | 1996-08-13       |                                                             |                           |                                            | |
| Skegness                      | Butlin’s Skegness                                                         | Sattel                     | 1        | 1,5 km   | 2                    |                      | 1965-05         | 2002             |                                                             |                           |                                            | Abriss 2003 |
| Irland                        |                                                                           |                            |          |          |                      |                      |                 |                  |                                                             |                           |                                            | |
| Listowel                      | Listowel – Ballybunion                                                    | Sattel                     | 1        | 14,4 km  |                      | Dampf                | 1888-02-29      | 1924             |                                                             |                           | Lartigue-Einschienenbahn                   | |
| Italien                       |                                                                           |                            |          |          |                      |                      |                 |                  |                                                             |                           |                                            | |
| Genua                         | Piazza di Francia – Molo Giano                                            | Sattel                     | 1        | 2,2 km   | 2                    | 500 V                | 18. Juni 1914   | 1918             | Mantelli / Corbella                                         |                           | Telfer (monorotaia)                        | Internationale Ausstellung der Meere und maritimer Hygiene; danach wurde sie umgebaut, um Güter, insbesondere Kohle, vom Hafen zu den Fabriken entlang des Bisagno zu transportieren |
| Ravenna                       | Mirabilandia-Ringstrecke                                                  | Sattel                     | 1        | 1,5 km   | 1                    |                      | 1999            | 2019             | Severn Lamb                                                 |                           | Mira(bilandia) Express                     | |
| Turin                         |                                                                           | Sattel (Alweg)             | 1        | 1,8 km   | 2                    |                      | 1961            | 1963             |                                                             |                           | Einschienenbahn Turin                      | Bahnhöfe 2006 restauriert |
| Portugal                      |                                                                           |                            |          |          |                      |                      |                 |                  |                                                             |                           |                                            | |
| Larmanjat                     |                                                                           |                            |          | 80,0 km  |                      | Dampf                | 1870            | 1877             |                                                             |                           |                                            | |
| Russland                      |                                                                           |                            |          |          |                      |                      |                 |                  |                                                             |                           |                                            | |
| Gattschina                    | Schloss Gattschina                                                        | Hängend (Typ 1)            | 1        | 0,2 km   |                      | 100 V Wechsel- strom | 1900-06         | 1900-06          |                                                             |                           | Romanow-Einschienenbahn                    | Vorführstrecke einer Einschienen-Parkbahn |
| vor Moskau                    |                                                                           |                            |          |          |                      | Pferd (!)            | 1820            |                  |                                                             |                           |                                            | |
| Ramenskoje bei Moskau         |                                                                           |                            |          | 0,2 km   |                      |                      | 1970            | 1990             |                                                             |                           | Versuchsstrecke für eine Magnetschwebebahn | |
| Spanien                       |                                                                           |                            |          |          |                      |                      |                 |                  |                                                             |                           |                                            | |
| bei Sevilla                   |                                                                           | Sattel (Eurotren Monoviga) |          | 2,4 km   |                      |                      | 1986?           | 1989             |                                                             |                           |                                            | Teststrecke für das Modell EM-403 |
| Sevilla                       | Expo 92                                                                   | Sattel                     | 1        | 3,1 km   | 3                    |                      | 1992-04-20      | 1992-10-12       | Von Roll                                                    |                           |                                            | Modell Mk-2; wurde eingelagert und durch einen Brand überwiegend zerstört; ein verkürzter Zug wurde restauriert und fährt seit 2008 in Saragossa |
| Ungarn                        |                                                                           |                            |          |          |                      |                      |                 |                  |                                                             |                           |                                            | |
| Pest – Kőbánya                |                                                                           | Sattel (Palmer)            | 1        | 7,6 km   |                      | Pferd                | 20. August 1827 | 28. März 1828    |                                                             |                           |                                            | nur Gütertransport |

### Afrika
| Stadt    | Ort                                                              | Typ               | Spu- ren | Länge                         | Halte- stellen | Antrieb   | Eröff- nung | Schließ- ung | Hersteller | Betreiber | Artikel | Bemerkung                     |
| -------- | ---------------------------------------------------------------- | ----------------- | -------- | ----------------------------- | -------------- | --------- | ----------- | ------------ | ---------- | --------- | ------- | ----------------------------- |
| Algerien |                                                                  |                   |          |                               |                |           |             |              |            |           |         |                               |
| Oran     | Oran – Damesne                                                   | Sattel (Lartigue) | 1        | 90 km                         |                | Maultiere | 1875        | 1881         |            |           |         | zum Transport von Espartogras |
| Nigeria  |                                                                  |                   |          |                               |                |           |             |              |            |           |         |                               |
| Enugu    | Phase 1: Gariki – Ogbete Market – Enugu-Port Harcourt Expressway | Sattel            | 1        | Phase 1: 21 km Gesamt: 117 km |                |           |             |              | Globim     |           |         | Planung 2016 abgebrochen      |

### Amerika
| Stadt                                                    | Ort | Typ               | Spu- ren | Länge                                                    | Halte- stellen                            | Antrieb               | Eröff- nung     | Schließ- ung                                                     | Hersteller                                                           | Betreiber                     | Artikel                              | Bemerkung |
| -------------------------------------------------------- | --- | ----------------- | -------- | -------------------------------------------------------- | ----------------------------------------- | --------------------- | --------------- | ---------------------------------------------------------------- | -------------------------------------------------------------------- | ----------------------------- | ------------------------------------ | --- |
| Brasilien                                                | |                   |          |                                                          |                                           |                       |                 |                                                                  |                                                                      |                               |                                      | |
| Poços de Caldas                                          | Terminal Rodoviário – Citada                                                                              | Sattel            | 1        | 5,0 km                                                   | 11                                        |                       | 1990            | 2000                                                             |                                                                      | J. Ferreira Ltda              |                                      | Teile der Strecke 2003 abgebrochen, Wiederaufbau geplant                                                                    |
| Rio de Janeiro                                           | Barra da Tijuca                                                                                           |                   |          |                                                          |                                           |                       | 1996-06         | 2000                                                             |                                                                      |                               |                                      | |
| São Paulo                                                | Tamanduateí – Estrada dos Alvarengas                                                                      | Sattel            | 2        | 14,9 km                                                  | 13                                        |                       |                 |                                                                  |                                                                      | Metrô São Paulo               | Linie 18 (Metrô São Paulo)           | Planung 2019 abgebrochen |
| Guatemala                                                | |                   |          |                                                          |                                           |                       |                 |                                                                  |                                                                      |                               |                                      | |
| ?                                                        | | Sattel            |          |                                                          |                                           |                       |                 |                                                                  |                                                                      |                               | Lartigue-Einschienenbahn             | Probestrecke |
| Kanada                                                   | |                   |          |                                                          |                                           |                       |                 |                                                                  |                                                                      |                               |                                      | |
| Crystal Beach (Fort Erie, Ontario)                       | Freizeitpark                                                                                              |                   |          | 2,4 km                                                   |                                           |                       | 1896            | 1898                                                             |                                                                      |                               | Ontario Southern Railway (Ontario)   | |
| Montreal                                                 | Blaue Linie: Île Notre-Dame Gelbe Linie: Saint Helen’s Island La Ronde: Saint Helen’s Island Freizeitpark | Sattel            | 1        | Blaue Linie: 6,8 km Gelbe Linie: 1,8 km La Ronde: 2,1 km | Blaue Linie: 4 Gelbe Linie: 2 La Ronde: 2 |                       | 1967-04-27      | Blaue Linie: Herbst 1973 Gelbe Linie: Herbst 1981 La Ronde: 2019 | Blaue Linie: Habegger/Von Roll Gelbe Linie: und La Ronde: Mojan Ltée |                               | Minirail                             | zur Expo 67 erbaut |
| Toronto                                                  | Toronto Zoo                                                                                               | Sattel            |          | 5,6 km                                                   |                                           |                       | 1976            | 1994                                                             |                                                                      | Toronto Zoo                   | Toronto Zoo Domain Ride              | |
| Vancouver                                                | Expo 86                                                                                                   | Sattel            | 1        | 5,6 km                                                   | 6                                         |                       | 1986-05-02      | 1986-10-13                                                       | Von Roll                                                             |                               |                                      | Modell Mk-2; ging 1987 nach Alton Towers                                                                                    |
| Mexiko                                                   | |                   |          |                                                          |                                           |                       |                 |                                                                  |                                                                      |                               |                                      | |
| Acapulco                                                 | Mayan Palace-Hotel                                                                                        | Sattel            | 1        |                                                          |                                           |                       | 1995            | 2006?                                                            | Universal Mobility Incorporated                                      |                               |                                      | mutmaßlich beim Neubau des Hotelkomplexes abgerissen                                                                        |
| Peru                                                     | |                   |          |                                                          |                                           |                       |                 |                                                                  |                                                                      |                               |                                      | |
| ?                                                        | | Sattel            |          |                                                          |                                           |                       |                 |                                                                  |                                                                      |                               | Lartigue-Einschienenbahn             | Probestrecke |
| USA                                                      | |                   |          |                                                          |                                           |                       |                 |                                                                  |                                                                      |                               |                                      | |
| Florida                                                  | |                   |          |                                                          |                                           |                       |                 |                                                                  |                                                                      |                               |                                      | |
| Miami                                                    | Miami-Seaquarium-Ringstrecke                                                                              | Hängend (Typ 3)   | 1        | 0,7 km                                                   | 1                                         |                       | 1963            | 1991                                                             |                                                                      |                               | Miami Seaquarium Spacerail           | |
| Miami                                                    | Zoo-Miami-Ringstrecke                                                                                     | Sattel (ALWeG)    | 1        | 3,5 km                                                   | 4                                         |                       | 1984            | 2022-03-31                                                       | Universal Mobility Incorporated                                      | Zoo Miami                     | Zoofari                              | Die Flotte von drei Zügen wurde 1987 durch zwei weitere Züge von der 1984 Louisiana World Exposition ergänzt.               |
| Tampa                                                    | Busch Gardens Tampa Bay-Ringstrecke                                                                       | Hängend (Typ 3)   | 1        | 2,4 km                                                   | 1                                         | propangas- elektrisch | 1966-09-22      | 1999                                                             |                                                                      | Busch Gardens                 | Trans-Veldt Monorail                 | 1987/1988 durch Intamin umgebaut in rein elektrischen Antrieb, 2000/2001 verkauft an Kennywood Amusement Park, Pennsylvania |
| Tampa                                                    | International Airport: Main Terminal – Long-term parking                                                  | Sattel            | 1        | 0,6 km                                                   | 7                                         |                       | 1991            | 2020                                                             | Bombardier Transportation                                            | Bombardier Transportation     | TPA Monorail                         | Sechs UM III-Fahrzeuge |
| Kalifornien                                              | |                   |          |                                                          |                                           |                       |                 |                                                                  |                                                                      |                               |                                      | |
| San Bernardino County                                    | Epsom-Salzbergwerk – Trona                                                                                | Sattel (Lartigue) | 1        | 45 km                                                    |                                           |                       | 1924            | 1926-06                                                          |                                                                      | Sierra Salt Corporation       | Epsom Salts Monorail                 | |
| Escondido (Kalifornien)                                  | San Diego Zoo Safari Park                                                                                 | Sattel            | 1        | 8,0 km                                                   |                                           |                       | 1972-05-10      | 2007-03                                                          |                                                                      |                               | Wgasa Bush Line                      | |
| Lake Arrowhead                                           | Santa’s Village-Ringstrecke                                                                               | Hängend (Typ 3)   | 1        | 0,3 km                                                   | 1                                         |                       | 1962            | 1998                                                             | American Crane and Hoist company                                     |                               | Bumble Bee Monorail                  | Diente als kleinmaßstäbige Teststrecke für die New York World’s Fair-Monorail 1964/1965                                     |
| Los Angeles-Van Nuys                                     | Busch Gardens California                                                                                  | Hängend (Typ 3)   | 1        |                                                          |                                           |                       | 1966            | 1979-02-14                                                       | Arrow Dynamics                                                       |                               | Skyrail                              | [ 44 ] [ 45 ] |
| Pomona (Kalifornien)                                     | Fairplex-Ringstrecke                                                                                      | Hängend (Typ 3)   | 1        | 1,6 km                                                   |                                           |                       | 1962            | 1996                                                             | American Crane and Hoist company                                     |                               |                                      | [ 46 ] [ 47 ] |
| Santa Clarita-Valencia                                   | Six Flags Magic Mountain-Ringstrecke                                                                      | Sattel            | 1        | 1,2 km                                                   | 3                                         |                       | 1971            | 2001                                                             | Universal Mobility, Inc.                                             |                               | UNIMOBIL Type II mini-rail           | Im Mai 2011 wurden 3 Fahrzeuge und Streckenteile nach Hershey, Pennsylvania verkauft                                        |
| Louisiana                                                | |                   |          |                                                          |                                           |                       |                 |                                                                  |                                                                      |                               |                                      | |
| New Orleans                                              | 1984 Louisiana World Exposition                                                                           | Sattel (ALWeG)    | 1        | 2,25 km                                                  | 3                                         |                       | 1984            | 1984                                                             | Universal Mobility Incorporated                                      | LWE                           | Ringstrecke                          | Die Züge der Monorail wurde 1985 versteigert; zwei Züge gingen an den Zoo Miami.                                            |
| Maryland                                                 | |                   |          |                                                          |                                           |                       |                 |                                                                  |                                                                      |                               |                                      | |
| Ocean City                                               | Playland Park-Ringstrecke                                                                                 | Sattel            | 1        |                                                          | 1                                         |                       | 1965-06-18      | 1981                                                             | Universal Design Limited                                             |                               | Ocean Playland Park Monorail         | Fahrzeuge verkauft an Geauga Lake, Ohio                                                                                     |
| Massachusetts                                            | |                   |          |                                                          |                                           |                       |                 |                                                                  |                                                                      |                               |                                      | |
| Agawam                                                   | Riverside Park-Ringstrecke                                                                                | Sattel            | 1        |                                                          | 1                                         |                       | 1959            | 1996-11                                                          | Universal Design Limited                                             |                               |                                      | [ 44 ] |
| Cambridge                                                | | Sattel            |          | 0,07 km                                                  |                                           | Dampf                 | 1886?           | 1894                                                             |                                                                      |                               | Meigs Elevated Railway               | Versuchsbetrieb |
| Minnesota                                                | |                   |          |                                                          |                                           |                       |                 |                                                                  |                                                                      |                               |                                      | |
| Apple Valley                                             | Minnesota-Zoo-Ringstrecke                                                                                 | Sattel            | 1        | 2,0 km                                                   |                                           |                       | 1979            | 2013                                                             |                                                                      |                               |                                      | |
| New Jersey                                               | |                   |          |                                                          |                                           |                       |                 |                                                                  |                                                                      |                               |                                      | |
| Smithville und Mount Holly                               | | Sattel            |          |                                                          |                                           | Mensch                | 1892            | 1897                                                             |                                                                      |                               | Hotchkiss Bicycle Railroad           | auch an anderen Orten aufgebaut                                                                                             |
| The Wildwoods, Cape May County                           | Fun Pier-Ringstrecke                                                                                      | Sattel            |          |                                                          |                                           |                       | Mitte 1960er    | 1976                                                             | Universal Design Limited                                             |                               | Wildwoods by the Sea Monorail        | [ 44 ] |
| New York                                                 | |                   |          |                                                          |                                           |                       |                 |                                                                  |                                                                      |                               |                                      | |
| Brooklyn, New York City                                  | | Hybrid            |          | 2,8 km                                                   |                                           | Dampf                 | 1890 Sommer     | 1890 Sommer                                                      |                                                                      |                               | Boynton Bicycle Railroad             | |
| Bronx, New York City                                     | City Island – Bahnhof Bartow                                                                              | Sattel            | 1        | 2,3 km                                                   |                                           | elektrisch            | 1910-07-16      | 1914-04-03                                                       |                                                                      |                               | Pelham Park and City Island Railroad | |
| Queens, New York City                                    | Flushing-Meadows-Park, New York World’s Fair-Ringstrecke                                                  | Hängend (Typ 3)   | 2        | 1,2 km                                                   | 3                                         | elektrisch            | 1964            | 1965                                                             | AMF                                                                  |                               |                                      | |
| North Carolina                                           | |                   |          |                                                          |                                           |                       |                 |                                                                  |                                                                      |                               |                                      | |
| Charlotte (North Carolina) und Fort Mill, South Carolina | Carowinds Freizeitpark                                                                                    | Sattel            | 1        | 3,2 km                                                   | 1                                         |                       | 1973-06-02      | 1994-08                                                          | Universal Mobility Incorporated                                      |                               |                                      | 1995 wiederaufgebaut am Mayan Palace-Hotel in Acapulco                                                                      |
| Ohio                                                     | |                   |          |                                                          |                                           |                       |                 |                                                                  |                                                                      |                               |                                      | |
| Aurora                                                   | Geauga Lake & Wildwater Kingdom-Ringstrecke                                                               | Sattel            | 1        |                                                          | 1                                         |                       | 1969            | 2006                                                             | Universal Design Limited                                             |                               | Bel-Aire Express                     | 1981 Zukauf von Fahrzeugen aus Ocean City, Maryland                                                                         |
| Mason                                                    | Kings Island-Ringstrecke                                                                                  | Sattel            | 1        | 3,2 km                                                   | 1                                         |                       | 1974            | 1993                                                             | Universal Mobility Incorporated                                      |                               | Lion Country Safari                  | 1998 verkauft nach Fairfield                                                                                                |
| Sandusky                                                 | Cedar Point Freizeitpark-Ringstrecke                                                                      | Hängend (Typ 1)   | 1        |                                                          |                                           | Gasolin               | 1959            | 1965                                                             |                                                                      |                               |                                      | Ursprünglich im Summit Beach Park in Akron, Ohio                                                                            |
| Oklahoma                                                 | |                   |          |                                                          |                                           |                       |                 |                                                                  |                                                                      |                               |                                      | |
| Oklahoma City                                            | Oklahoma State Fair                                                                                       |                   |          |                                                          |                                           |                       | 1964            | 2005                                                             |                                                                      |                               |                                      | |
| Pennsylvania                                             | |                   |          |                                                          |                                           |                       |                 |                                                                  |                                                                      |                               |                                      | |
| Bradford                                                 | Bradford – Gilmore                                                                                        | Sattel            | 1        | 6,4 km                                                   |                                           | Dampf                 | 1878-01         | 1879                                                             |                                                                      |                               | Bradford and Foster Brook Railway    | |
| Philadelphia                                             | Fairmount Park, vom Gartenbau- zum Landwirtschaftspavillon                                                | Sattel            | 1        | 0,155 km                                                 | 2                                         | Dampf                 | 1876-05         | 1876-11                                                          |                                                                      |                               | Centennial Monorail                  | Doppelstockzug |
| Philadelphia                                             | Philadelphia Zoo                                                                                          |                   |          |                                                          |                                           |                       | 1970er          | 1980er                                                           |                                                                      |                               |                                      | |
| Texas                                                    | |                   |          |                                                          |                                           |                       |                 |                                                                  |                                                                      |                               |                                      | |
| Dallas                                                   | Fair Park                                                                                                 | Hängend (Typ 1)   |          | 4,8 km                                                   | 2                                         |                       | 1956-10         | 1964                                                             |                                                                      | Texas Skyways                 | Trailblazer                          | zuvor Probebetrieb in Houston                                                                                               |
| Dallas                                                   | Dallas Love Field                                                                                         | Hängend (Typ 3)   | 2        | 1,3 km                                                   | 3                                         |                       | 1970-04-18      | 01-09-1974                                                       | Titan Global Systems                                                 | Braniff International Airways | Jetrail                              | Strecke zweigleisig mit je einer Wendeschleife, sodass eine Gleislänge von 2,8 km vorhanden war                             |
| Dallas                                                   | Dallas Zoo                                                                                                | Sattel            | 1        |                                                          |                                           |                       | 1990 2016-03-25 | 2014-08 2020-03                                                  |                                                                      |                               |                                      | renoviert Aug. 2014 – März 2016                                                                                             |
| Houston                                                  | Arrowhead Park                                                                                            | Hängend (Typ 1)   | 1        | 4,8 km                                                   | 2                                         |                       | 1956-02-18      | 1956-09                                                          |                                                                      | Monorail Inc                  | Trailblazer                          | Probebetrieb, später in Dallas                                                                                              |
| Virginia                                                 | |                   |          |                                                          |                                           |                       |                 |                                                                  |                                                                      |                               |                                      | |
| James City County                                        | Busch Gardens Williamsburg                                                                                | Sattel            | 1        |                                                          | 2                                         |                       | 1975            | 1998                                                             | Westinghouse Electric Corporation                                    |                               | Eagle One                            | [ 44 ] |
| Doswell bei Richmond                                     | Kings Dominion-Ringstrecke                                                                                | Sattel            | 1        | 3,2 km                                                   | 1                                         |                       | 1975            | 1993                                                             | Universal Mobility Incorporated                                      |                               | Wild Animal Safari                   | [ 44 ] |
| Washington                                               | |                   |          |                                                          |                                           |                       |                 |                                                                  |                                                                      |                               |                                      | |
| Seattle                                                  | West Seattle nach Ballard                                                                                 |                   |          |                                                          |                                           |                       |                 |                                                                  |                                                                      |                               |                                      | 2014: Vorschlag zur Einschienenbahn wurde abgelehnt                                                                         |

### Asien
| Stadt                  | Ort                                                                                      | Typ                | Spu- ren | Länge                             | Halte- stellen          | Antrieb              | Eröff- nung    | Schließ- ung     | Hersteller                              | Betreiber                                                         | Artikel                          | Bemerkung                                                                               |
| ---------------------- | ---------------------------------------------------------------------------------------- | ------------------ | -------- | --------------------------------- | ----------------------- | -------------------- | -------------- | ---------------- | --------------------------------------- | ----------------------------------------------------------------- | -------------------------------- | --------------------------------------------------------------------------------------- |
| China                  |                                                                                          |                    |          |                                   |                         |                      |                |                  |                                         |                                                                   |                                  |                                                                                         |
| Hongkong               | Lai Chi Kok Amusement Park                                                               | Sattel             | 1        |                                   |                         |                      | 1948           | 1997             |                                         |                                                                   |                                  | Anm. 1                                                                                  |
| Hongkong               | Kai Tak Amusement Park                                                                   | Sattel             | 1        |                                   |                         |                      | 1965           | 1982             |                                         |                                                                   |                                  | Anm. 1                                                                                  |
| Liuzhou                | Linie 1: Bahnhof Huixian – Überseestadt Linie 2: Bahnhof Tangjia – Bailiandong           | Sattel             | 2        | Linie 1: 36,0 km Linie 2: 19,4 km | Linie 1: 28 Linie 2: 17 | 750 V Gleich- strom  | 2020-09 Anm. 2 | 2022 Anm. 2      |                                         |                                                                   | Einschienenbahn Liuzhou          | Bau war nicht genehmigt und wurde 2022 abgebrochen, Strecken ab 2024 abgerissen         |
| Weihai                 |                                                                                          | Hängend (Aerobus)  |          | 4,2 km                            |                         |                      |                |                  |                                         |                                                                   |                                  | Planung 2006 abgebrochen                                                                |
| Indien                 |                                                                                          |                    |          |                                   |                         |                      |                |                  |                                         |                                                                   |                                  |                                                                                         |
| Munnar                 |                                                                                          | Stehend (Ewing)    | 1        | 35 km                             |                         | Maultier Dampf       | 1902           | 1908             |                                         |                                                                   | Kundala Valley Railway           | 1908 umgespurt auf 610 mm, 1924 durch Hochwasser zerstört                               |
| Patiala (Staat)        |                                                                                          | Stehend (Ewing)    | 1        | 80 km                             |                         | Dampf                | 1907-02        | 1927             |                                         |                                                                   | Patiala State Monorail Trainways |                                                                                         |
| Margao                 |                                                                                          | Hängend (Sky Bus)  | 2        | 10,5 km                           |                         |                      |                |                  |                                         |                                                                   | Skybus Metro                     | Versuchsstrecke für eine Anwendung in Mumbai; Projekt 2005 abgebrochen Anm. 3           |
| Indonesien             |                                                                                          |                    |          |                                   |                         |                      |                |                  |                                         |                                                                   |                                  |                                                                                         |
| Jakarta                | Linie 1: Ringlinie über Casablanca und Rasuna Said Linie 2: Kampung Melayu – Tanah Abang | Sattel             | 2        | Linie 1: 14,8 km Linie 2: 14,2 km | 28                      |                      |                |                  | Hitachi                                 |                                                                   | Einschienenbahn Jakarta          | Planung 2015 abgebrochen                                                                |
| Iran                   |                                                                                          |                    |          |                                   |                         |                      |                |                  |                                         |                                                                   |                                  |                                                                                         |
| Teheran                |                                                                                          |                    |          |                                   |                         |                      | ?              |                  |                                         |                                                                   | Einschienenbahn Teheran          | nur 3 % der Strecke wurden gebaut                                                       |
| Japan                  |                                                                                          |                    |          |                                   |                         |                      |                |                  |                                         |                                                                   |                                  |                                                                                         |
| Himeji                 | Bahnhof Himeji – Tegarayama                                                              | Sattel (Lockheed)  | 1        | 1,6 km                            | 3                       | 600 V Gleich- strom  | 1965           | 1974             |                                         | Himeji City Monorail                                              | Verkehrsabteilung Stadt Himeji   | 1979 abgerissen, Museum in der ehem. Haltestelle Tegarayama                             |
| Inuyama                | Japan Affen Park – Bahnhof Inuyama-yūen                                                  | Sattel (Alweg)     | 1        | 1,2 km                            | 3                       | 1500 V Gleich- strom | 1962-03-01     | 2008-12-27       | Hitachi                                 | Meitetsu Monkī Pāku Monorēru-sen (名鉄モンキーパークモノレール線) | Einschienenbahn Inuyama          | Die Erste von Hitachi nach ALWEG gebaute Einschienenbahn, maximal 97 ‰ Neigung          |
| Kawasaki               | Bahnhof Mukōgaoka-Yūen – Mukōgaoka-Yūen-seimon                                           | Sattel (Lockheed)  | 1        | 1,1 km                            | 2                       | 600 V Gleich- strom  | 1966-04-23     | 2000-02-13       |                                         | Odakyū Dentetsu                                                   | Mukōgaoka-Yūen Monorail          |                                                                                         |
| Nagoya                 | Higashiyama Park: Zoo – Botanischer Garten                                               | Hängend (Safege)   | 1        | 0,5 km                            | 2                       | 600 V Gleich- strom  | 1964-02-08     | 1974-06-01       |                                         |                                                                   | Verkehrsabteilung Stadt Nagoya   | Die Erste von Mitsubishi nach SAFEGE gebaute Einschienenbahn Japans                     |
| Nara                   | Nara Dreamland                                                                           | Sattel (Alweg)     | 1        | 1,0 km                            | 1                       | 1500 V Gleich- strom | 1961-07-01     | 2003-01          | Tokyo Shibaura Electric (heute Toshiba) |                                                                   |                                  |                                                                                         |
| Tokio, Stadtteil Taitō | Ueno-Zoo                                                                                 | Hängend (Langen I) | 1        | 0,3 km                            | 2                       | 600 V Gleich- strom  | 1957-12-17     | 2019             |                                         | Verkehrsamt der Präfektur Tokio                                   | Einschienenbahn Ueno-Zoo         |                                                                                         |
| Tokio                  | Yomiuriland-Ringstrecke                                                                  | Sattel (Alweg)     | 1        | 2,9 km                            | mind. 4                 |                      | 1964-01-01     | 1978-11-30       | Hitachi                                 |                                                                   |                                  |                                                                                         |
| Yokohama               | Yokohama Dreamland – Bahnhof Ōfuna                                                       | Sattel             | 1        | 5,3 km                            | 2                       | 1500 V Gleich- strom | 1966-05-02     | 1967-09-24       | Tokyo Shibaura Electric (heute Toshiba) | Dream Transport                                                   | Yokohama Dreamland Monorail      |                                                                                         |
| Malaysia               |                                                                                          |                    |          |                                   |                         |                      |                |                  |                                         |                                                                   |                                  |                                                                                         |
| Genting Highlands      |                                                                                          | Sattel             | 1        | 1,0 km                            | 2                       |                      | 1994           | 2013-07-01       |                                         |                                                                   | Genting Monorail                 | Zug im Raupen-Design von der Floriade 1992 in Zoetermeer                                |
| Subang Jaya            | Bandar Sunway                                                                            | Sattel             | 1        | 3,2 km                            | 3                       |                      | 2000           | 2007             |                                         |                                                                   | Sunway Monorail                  | Ersatz durch Schnellbuslinie                                                            |
| Singapur               |                                                                                          |                    |          |                                   |                         |                      |                |                  |                                         |                                                                   |                                  |                                                                                         |
| Singapur               | Sentosa-Ringstrecke                                                                      | Sattel             | 1        | 5,8 km                            | 7                       |                      | 1982-02-23     | 2005-03-16       | Von Roll                                | Sentosa Development Corporation                                   | Sentosa Monorail                 | Modell: Mk-1; ersetzt durch den Sentosa Express                                         |
| Singapur               | Jurong Bird Park                                                                         | Sattel             | 1        | 1,7 km                            | 3                       |                      | 1991-01-14     | 2012-04-01       |                                         |                                                                   | Jurong Bird Park Panorail        |                                                                                         |
| Südkorea               |                                                                                          |                    |          |                                   |                         |                      |                |                  |                                         |                                                                   |                                  |                                                                                         |
| Daejeon                | Expo 93                                                                                  | Sattel (Maglev)    | 1        | >1,0 km                           | 2                       |                      | 1993-08-07     | 2017 oder später |                                         |                                                                   |                                  | am 21. April 2008 als Demonstrationsstrecke für den Incheon Airport Maglev neu eröffnet |
| Daejeon                | Expo 93-Ringstrecke                                                                      | Sattel             | 1        |                                   |                         | 600 V Gleich- strom  | 1993-08-07     | 1993-11-07       | Intamin                                 |                                                                   |                                  | [ 59 ]                                                                                  |
| Thailand               |                                                                                          |                    |          |                                   |                         |                      |                |                  |                                         |                                                                   |                                  |                                                                                         |
| Bangkok                | Fashion-Island-Ringstrecke                                                               | Sattel             | 1        | 1,4 km                            | 4                       |                      | ?              | 2002-06-22       |                                         |                                                                   |                                  | nach Feuer mit zwei getöteten Kindern eingestellt                                       |
| Bangkok                | LeoLand Wasserpark                                                                       | Hängend (Typ 3)    | 1        |                                   |                         |                      | 1994           | 2012             |                                         |                                                                   | Tuk-Tuk Monorail                 | Gleis ist noch vorhanden im 6. Stock des CentralPlaza Bangna                            |
| Bangkok                | Einschienenbahn Bangkok                                                                  |                    |          |                                   |                         |                      | 2023           |                  |                                         |                                                                   |                                  |                                                                                         |
| Chiang Mai (Provinz)   | Chiang-Mai-Zoo-Ringstrecke                                                               | Sattel             | 1        | 2,0 km                            | 4                       |                      | 2005           | 2014             |                                         |                                                                   | Chiang Mai Zoo Monorail          |                                                                                         |
| Vietnam                |                                                                                          |                    |          |                                   |                         |                      |                |                  |                                         |                                                                   |                                  |                                                                                         |
| Đà Nẵng                | Freizeitpark ĐàNẵng Wonders-Ringstrecke                                                  | Sattel             | 1        | 1,8 km                            | 3                       | 600 V Gleich- strom  | 2016-01-01     | nach 2020-04     | Intamin                                 |                                                                   |                                  | 2013 auf der IGA in Hamburg                                                             |

### Australien
| Stadt                  | Ort                                              | Typ    | Spu- ren | Länge  | Halte- stellen | Antrieb              | Eröff- nung  | Schließ- ung | Hersteller | Betreiber               | Artikel            | Bemerkung                                                                       |
| ---------------------- | ------------------------------------------------ | ------ | -------- | ------ | -------------- | -------------------- | ------------ | ------------ | ---------- | ----------------------- | ------------------ | ------------------------------------------------------------------------------- |
| Brisbane- South Bank   | World Expo 88-Ringstrecke am Brisbane River      | Sattel | 1        | 2,3 km | 2              | 500 V Wechsel- strom | 1988-04-30 ? | 1988-10-30 ? | Von Roll   |                         |                    | Drei der vier Mk-2-Züge verkehren seit 1995 im Europa-Park Rust als EP-Express. |
| Gold Coast- Broadbeach | Oasis Shopping Centre – Jupiter’s Hotel & Casino | Sattel | 1        | 1,3 km | 3              | 500 V Wechsel- strom | 1989-08-29   | 2017-01-29   | Von Roll   |                         |                    | Modell Mk-3                                                                     |
| Gold Coast- Main Beach | Sea World-Ringstrecke                            | Sattel | 1        | 2,0 km | 3              | 500 V Wechsel- strom | 1986-08-15   | 2019-10-26   | Von Roll   | Sea World (Australien)  | Sea World Monorail | Modell Mk-2; erste und letzte Einschienenbahn Australiens                       |
| Sydney                 | Innenstadt-Ringstrecke                           | Sattel | 1        | 3,6 km | 8              | 500 V Wechsel- strom | 1988-07-21   | 2013-06-30   | Von Roll   | Veolia Transport Sydney | Sydney Monorail    | Modell Mk-3                                                                     |